# Micratemnus crassipes
Espèce
Micratemnus crassipes est une espèce de pseudoscorpions de la famille des Atemnidae.

## Distribution
Cette espèce se rencontre au Kenya et en Somalie.

## Publication originale
- Mahnert, 1983 : Die Pseudoskorpione (Arachnida) Kenyas 7. Miratemnidae und Atemnidae. Revue Suisse de Zoologie, vol. 90, no 2, p. 357-398.